# Гошев (Ивано-Франковская область)
Го́шев (укр. Гошів) — село в Долинской городской общине Калушского района Ивано-Франковской области Украины.

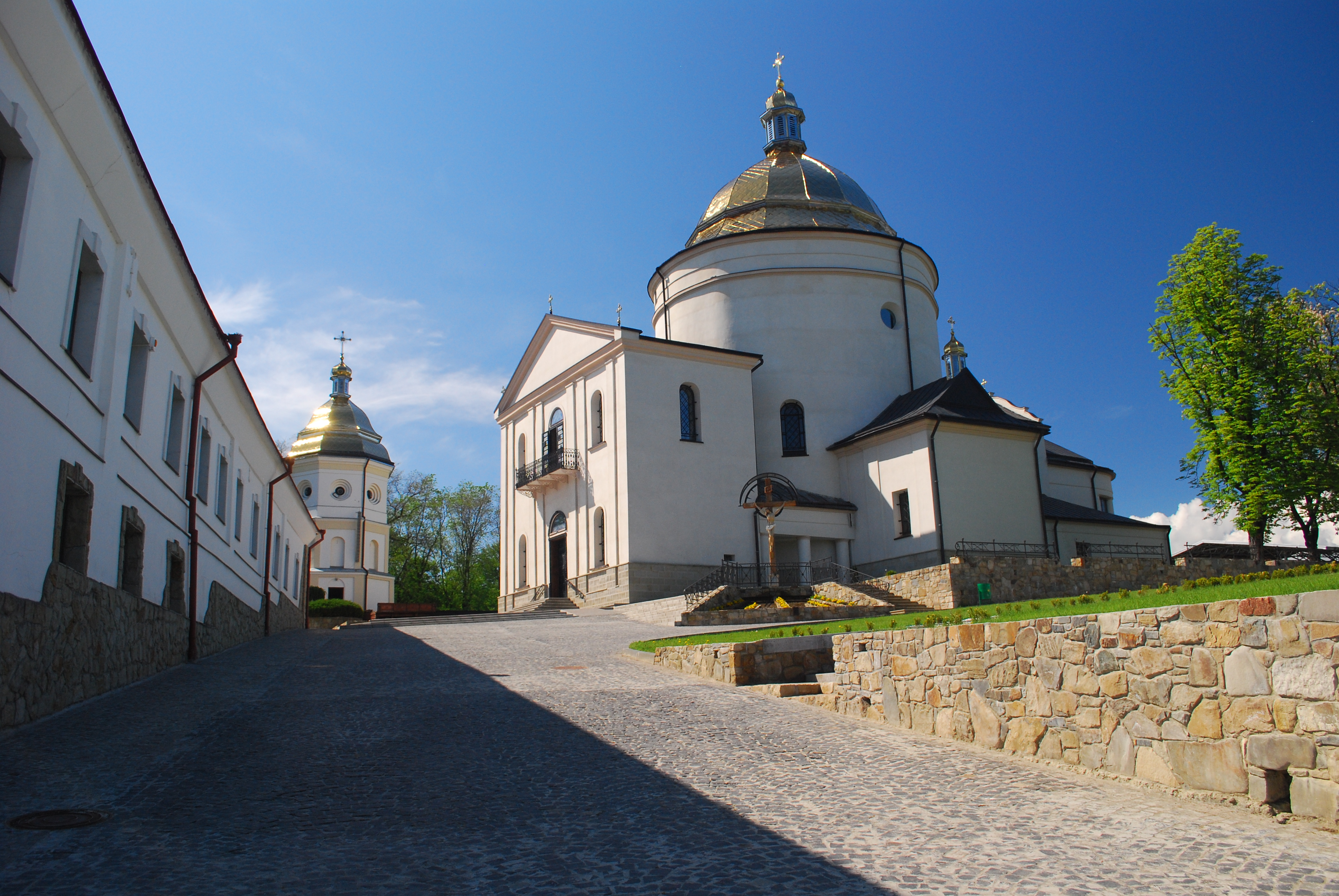
Гошевский монастырь

Население по переписи 2001 года составляло 1885 человек. Занимает площадь 69,3 км². Почтовый индекс — 77520. Телефонный код — 3477.